# Perissus perfluus
Perissus perfluus là một loài bọ cánh cứng trong họ Cerambycidae.